# John Daniel Olivas
John Daniel Olivas dr. (Észak-Hollywood, Kalifornia, 1965. május 25. –) mexikói származású amerikai mérnök, űrhajós.

## Életpálya
1989-ben az University of Texas keretében gépészmérnöki oklevelet szerzett. A  Dow Chemical Company mérnöke. 1993-ban a University of Houston keretében megvédte diplomáját. 1996-ban a a Rice University keretében doktorált (Ph.D.). A NASA Johnson Space Center (JSC) megbízásából a Jet Propulsion Laboratory (JPL) kutatója.
1998. június 4-től a Lyndon B. Johnson Űrközpontban részesült űrhajóskiképzésben. 1999-2002 között külön kiképzést kapott a  Canadarm (RMS) manipulátor kar működtetéséből. 2002-2005 között űrszerelési gyakorlatokat végzett (víz alatt). 2002-ben az NEEMO 3, 2005-ben a NEEMO 8 víz alatti kísérletben 10-10 napot töltött. Két űrszolgálata alatt összesen 27 napot, 17 órát és 05 percet (665 óra) töltött a világűrben. Öt űrsétái alatt összesen 34 órát és 28 percet töltött a világűrben. Űrhajós pályafutását 2010. május 25-én fejezte be. 2013-tól az University of Texas igazgatója

## Űrrepülések
- STS–117, a Atlantis űrrepülőgép 28. repülésének küldetésfelelős. Az űrhajósok négy űrséta során felszerelték az S3/S4 jelzésű napelem táblákat az ISS-re. A szolgálati idő alatt folyamatosan küzdöttek a számítógépek egymás után bekövetkező hibáival. Harmadik űrszolgálata alatt összesen 13 napot, 20 órát és 11 percet (332 óra) töltött a világűrben. Kettő űrséta alatt összesen 14 órát és 13 percet töltött a világűrben. 9 280 000 kilométert (5 800 000 mérföldet) repült, 219 alkalommal kerülte meg a Földet.
- STS–128 a Discovery űrrepülőgép 37. repülésének küldetésfelelőse. A személyzet csere végrehajtásával lehetővé vált, hogy a 3 fős legénység 6 fősre bővüljön. Logisztikai ellátmány szállítása a  Leonardo Multi-Purpose Logistics Module (MPLM) fedélzetén és egy, a hűtőrendszerben használt ammóniát tartalmazó tartály (a Lightweight Multi-Purpose Experiment Support Structure Carrier segítségével) feljuttatása, cseréje. Harmadik űrszolgálata alatt összesen 13 napot, 20 órát és 54 percet (332 óra) töltött a világűrben. Három űrsétán összesen 20 órát és 15 percet tartózkodott a világűrben.9 262 217 kilométert (5 755 275 mérföldet) repült, 219 alkalommal kerülte meg a Földet.